# İzmit
İzmit je grad u Turskoj (nekadašnja stara Nikomedija).
Smješten je pored İzmitskog zaljeva, oko 100 kilometara istočno od Istanbula. Sjedište je provincije Kocaeli. Grad ima oko 200.000 stanovnika (prema popisu stanovništva iz 2000. godine), a godinu dana prije imao je 210.000 stanovnika (broj se smanjio zbog potresa 1999. godine). Izmit je važan industrijski centar, s velikom rafinerijom nafte, industrijama papira i cementa.